# New Brunswick Railway
Die New Brunswick Railway (NBR) ist eine ehemalige Eisenbahngesellschaft in New Brunswick (Kanada) mit Firmensitz in Woodstock. 1870 gründete der Großgrundbesitzer und Unternehmer Alexander Gibson die New Brunswick Land and Railway Company mit dem Ziel, die Provinzhauptstadt Fredericton mit der im Nordwesten der Provinz gelegenen Stadt Edmundston zu verbinden und so die Holzerträge seiner Ländereien abtransportieren zu können. Zunächst entschied er sich dafür, die Strecke in Kapspur (1067 mm) auszuführen.
Der Bau begann in Fredericton und am 1. Mai 1873 konnte der erste Streckenabschnitt bis Woodstock eröffnet werden, wo Anschluss an die Strecke der New Brunswick and Canada Railway (NBCR) bestand. Die weitere Strecke in Richtung Edmundston zweigte in Newburg ab und erreichte am 9. Juni 1875 Florenceville (New Brunswick). Im Dezember 1877 war Grand Falls erreicht und am 1. Oktober 1878 konnte schließlich die Gesamtstrecke bis Edmundston dem Verkehr übergeben werden.
Daneben eröffnete man bereits 1875 eine Strecke von Tobique zur Staatsgrenze nach Maine. Von dort führte die Strecke zunächst bis Fort Fairfield und wurde durch die Aroostook River Railroad betrieben, die ab 12. Januar 1878 von der NBR geleast wurde. Der Abschnitt von Tobique bis Aroostook ging in dem 1877 eröffneten Teilstück der Hauptstrecke auf. Im Oktober 1880 ging das gesamte Land der NBR an die New Brunswick Land and Lumber Company über, woraufhin 1881 die Gesellschaft in New Brunswick Railway Company umgegründet wurde.
Im Juni 1881 erfolgte die Umspurung des Netzes auf Normalspur, da auch die in Woodstock, Edmundston und Fredericton anschließenden Bahnen diese Spurweite hatten. Am 1. Juli 1882 leaste die NBR schließlich die NBCR, wodurch das Netz Anschluss an die Atlantikküste erhielt und die gesamte Westgrenze der Provinz New Brunswick erschloss. Ein Jahr später, am 1. Juli 1883 folgte die St. John and Maine Railway, die zuvor aus der European and North American Railway ausgegliedert worden war und für 997 Jahre geleast wurde. 1885 kaufte die NBR die Fredericton Railway mit ihrer Strecke von Fredericton Junction nach Fredericton, die eine wichtige Querverbindung zwischen den beiden Hauptstrecken der NBR darstellte.
Am 1. Juli 1890 endete die Geschichte der New Brunswick Railway, da die Canadian Pacific Railway an diesem Tag die Gesellschaft übernahm. Vom gesamten Netz der ehemaligen NBR existierten 1999 nur noch der kurze Abschnitt Cyr Junction–Grand Falls der eigentlichen NBR-Stammstrecke und die ehemalige St. John and Maine Railway von St. John nach Vanceboro sowie die ehemalige NBCR-Strecke von McAdam nach St. Stephen und Milltown.
Der Abschnitt von Edmundston nach Cyr Junction war bereits in den 1930er Jahren stillgelegt worden, da die National Transcontinental Railway eine parallel verlaufende Strecke gebaut hatte. Die Strecken der ehemaligen NBR gingen 1988 auf die Canadian Atlantic Railway (CAR) über, die ab 1988 fast das gesamte Netz stilllegte. Der verbliebene Abschnitt bei Grand Falls wird heute durch die Canadian National Railway betrieben, die übrigen Strecken sind heute in Besitz der 1994 gegründeten New Brunswick Southern Railway.